# انواع شطرنج

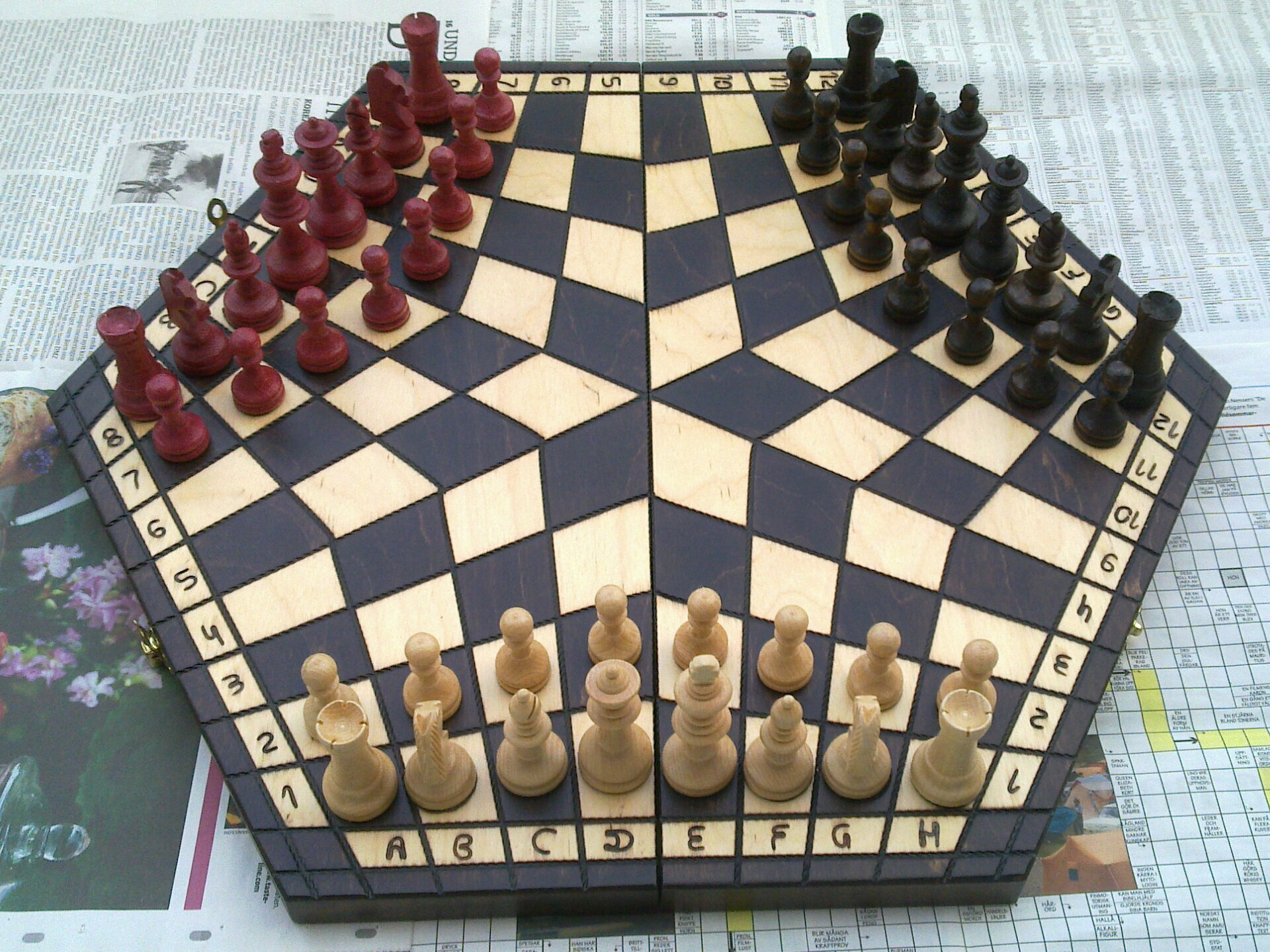
شطرنج‌گونه سه نفره که از تخته شش ضلعی برای این بازی استفاده می‌شود.

انواع شطرنج که با نام واریانت (به انگلیسی Chess variant) یا شطرنج‌گونه شناخته می‌شود، بازی‌های مختلف شطرنجی است که از شطرنج استاندارد، مشتق یا الهام گرفته شده‌است. بسیاری از شطرنج‌گونه‌ها، به نوعی طراحی شده‌اند که با صفحه و مهره‌های معمول شطرنج، می‌توان آن‌ها را بازی کرد. برخی از این بازی‌ها به صورت تجاری و اختصاصی نیز درآمده‌اند. همانند شطرنج مرسوم، بسیاری از شطرنج‌گونه‌ها از طریق کارساز اینترنتی شطرنج یا نرم‌افزارهای شطرنج، قابل بازی هستند.
انواع مختلفی از این کارسازها برای بازی وجود دارند. Chess.com و Lichess و وبگاه شطرنج رایگان از جمله این کارسازها هستند.

## ابداع کنندگان برجسته
چندین استادبزرگ شطرنج انواع مختلفی از شطرنج‌گونه‌ها را ابداع کرده‌اند. شطرنج۹۶۰ به دست بابی فیشر، شطرنج کاپابلانکا به دست خوزه رائول کاپابلانکا و شطرنج سیروان به دست یاسر سیروان، از جمله این موارد هستند.